# Gura Teghii
Gura Teghii è un comune della Romania di 3 687 abitanti, ubicato nel distretto di Buzău, nella regione storica della Muntenia.
Il comune è formato dall'unione di 7 villaggi: Furtunești, Gura Milii, Gura Teghii, Nemertea, Păltiniș, Vadu Oii, Varlaam.